# Villa González Ortega
Villa González Ortega är en ort i Mexiko.   Den ligger i kommunen Villa González Ortega och delstaten Zacatecas, i den centrala delen av landet, 400 km nordväst om huvudstaden Mexico City. Villa González Ortega ligger 2 140 meter över havet och antalet invånare är 5 287.
Terrängen runt Villa González Ortega är en högslätt. Runt Villa González Ortega är det ganska glesbefolkat, med 31 invånare per kvadratkilometer. Villa González Ortega är det största samhället i trakten. Omgivningarna runt Villa González Ortega är i huvudsak ett öppet busklandskap.